# تورلو
تورلو یکی از غذاهای ترکی است. از سبزیجات خورشتی درست می‌شود و ممکن است شامل گوشت خورشتی نیز باشد. انواع این غذا در غذاهای بالکان نیز یافت می‌شود. به‌طور خاص، در آلبانی به عنوان تورلی پریمش، تورلو یا تورلو تورلو در یونان، و تورلی تاوا در مقدونیه شمالی شناخته می‌شود.
این نام از کلمه ترکی باستانی türlüg به معنای «تنوع» ریشه دارد. تورلو را می‌توان در دیگ سفالی به نام güveç طبخ کرد. این نوع در ترکیه و در بلغارستان türlü güveç نامیده می‌شود. نسخه مقدونی، تورلی تاوا، به‌طور سنتی در ظرف یا دیگ سفالی مشابهی به نام تاوا ساخته می‌شود.
مواد اولیه پخت تورلو در محل‌های مختلف بسیار متفاوت است. این خوراک معمولاً شامل سیب زمینی، بادمجان و بامیه است. لوبیا سبز، فلفل دلمه، هویج، کدو سبز، گوجه فرنگی، پیاز و سیر را نیز می‌توان اضافه کرد. انواع گوشت با گوشت گاو یا بره، در بالکان نیز با گوشت خوک درست می‌شود. سایر مواد معمولی مورد استفاده عبارتند از روغن پخت و پز، آب، نمک، فلفل سیاه یا فلفل قرمز خرد شده، رب گوجه فرنگی یا رب فلفل. همه این مواد با هم مخلوط می‌شوند و در فر می‌پزند. این غذا را می‌توان با برنج و ماست در کنار آن سرو کرد.